# Glacera de les Grandes Murailles
La glacera de les Grandes Murailles es troba a la vall d'Aosta, al final de la Valpelline, a la frontera amb el Valais. La seva massa es forma al llarg de la carena que uneix la Dent d'Hérens amb la Tête de Valpelline.
D'aquesta glacera neix un dels dos rius que formen el Buthier, que recorre a continuació el Valpelline, després d'unir-se al Buthier del Tsa de Tsan, que baixa de la glacera del mateix nom.
Al peu d'aquesta glacera es troba el refugi Aosta.